# Аспре ле Кор
Аспре ле Кор (фр. Aspres-lès-Corps) насеље је и општина у југоисточној Француској у региону Прованса-Алпи-Азурна обала, у департману Горњи Алпи која припада префектури Гап.
По подацима из 2011. године у општини је живело 138 становника, а густина насељености је износила 8,25 становника/km². Општина се простире на површини од 16,73 km². Налази се на средњој надморској висини од 900 метара (максималној 2.776 m, а минималној 743 m).

## Демографија
| 1962. | 1968. | 1975. | 1982. | 1990. | 1999. | 2011. |
| ----- | ----- | ----- | ----- | ----- | ----- | ----- |
| 165   | 181   | 147   | 147   | 119   | 121   | 138   |

График промене броја становника у току последњих година